# Helmut Seibt
Helmut Seibt (Vienna, 25 giugno 1929 – 21 luglio 1992) è stato un pattinatore artistico su ghiaccio austriaco.

## Palmarès

### Individuale
| Internazionali            | Internazionali | Internazionali | Internazionali | Internazionali | Internazionali | Internazionali |
| Evento                    | 1947           | 1948           | 1949           | 1950           | 1951           | 1952           |
| ------------------------- | -------------- | -------------- | -------------- | -------------- | -------------- | -------------- |
| Giochi olimpici invernali |                | 9°             |                |                |                | 2°             |
| Campionati mondiali       |                | 7°             | 5°             | 4°             | 3°             | 4°             |
| Campionati europei        |                | 7°             | 3°             | 2°             | 1              | 1°             |
| Nazionali                 |                |                |                |                |                |                |
| Campionati austriaci      | 2°             | 3°             | 2°             | 1°             | 1°             | 1°             |

### Coppie con Susi Giebisch
| Internazionali            | Internazionali | Internazionali | Internazionali |
| Evento                    | 1946           | 1947           | 1948           |
| ------------------------- | -------------- | -------------- | -------------- |
| Giochi olimpici invernali |                |                | 11°            |
| Campionati mondiali       |                |                | 13°            |
| Campionati europei        |                |                | 8°             |
| Nazionali                 |                |                |                |
| Campionati austriaci      | 2°             | 2°             | 2°             |